# Júnior (ur. 1973)
Júnior, właśc. Jenílson Ângelo de Souza (ur. 20 czerwca 1973 w Santo Antônio de Jesus) – brazylijski piłkarz grający podczas kariery na pozycji lewego obrońcy.

## Kariera klubowa
Júnior rozpoczął piłkarską karierę w klubie Vitória Salvador. W 1995 roku zadebiutował w barwach tego klubu w lidze brazylijskiej, jednak przez 2 lata rozegrał zaledwie 17 meczów i jedynym sukcesem było mistrzostwo stanowe. W 1997 roku Júnior przeszedł do SE Palmeiras, w którym zaczął występować w wyjściowej jedenastce. W 1998 roku wywalczył Copa Mercosur, a największy sukces osiągnął rok później, gdy z klubowymi kolegami sięgnął po Copa Libertadores (wystąpił w obu finałowych meczach przeciwko Deportivo Cali). W 1999 roku wystąpił też w przegranym 0:1 meczu Pucharu Interkontynentalnego z Manchesterem United.
Latem 2000 roku Júnior przeszedł do włoskiej Parmy. W pierwszym sezonie gry rywalizował o miejsce na lewej obronie ze Stefano Torrisim. W Serie A strzelił 3 gole i zajął z Parmą 4. miejsce. W sezonie 2001/2002 wystąpił w nieudanych kwalifikacjach Ligi Mistrzów, ale był już wówczas zawodnikiem wyjściowej jedenastki. W lidze nie zdobył gola, ale awansował do finału Pucharu Włoch. W sezonie 2002/2003 zajął z Parmą 6. miejsce i wystąpił w Pucharze UEFA. Rundę jesienną sezonu 2003/2004 także spędził w Parmie, a na wiosnę trafił na wypożyczenie do Sieny, której pomógł w uniknięciu degradacji do Serie B.
Latem 2004 Júnior wrócił do Brazylii i został piłkarzem São Paulo FC. Zajął z tym klubem 3. miejsce w lidze, a w 2005 roku wywalczył mistrzostwo stanu São Paulo, a także swój drugi w karierze Copa Libertadores (wystąpił w finałowych spotkaniach przeciwko Athletico Paranaense). Natomiast w 2006 roku po raz pierwszy w karierze świętował tytuł mistrza Brazylii. W 2009 roku przeszedł do Clube Atlético Mineiro, a w 2010 roku został piłkarzem Goiás EC, w którym w tym samym roku zakończył karierę.
| Sezon   | Klub             | Kraj     | Rozgrywki | Mecze | Bramki |
| ------- | ---------------- | -------- | --------- | ----- | ------ |
| 1994    | Vitória Salvador | Brazylia | Série A   | 1     | 0      |
| 1995    | Vitória Salvador | Brazylia | Série A   | 16    | 0      |
| 1996    | SE Palmeiras     | Brazylia | Série A   | 24    | 0      |
| 1997    | SE Palmeiras     | Brazylia | Série A   | 30    | 1      |
| 1998    | SE Palmeiras     | Brazylia | Série A   | 24    | 1      |
| 1999    | SE Palmeiras     | Brazylia | Série A   | 20    | 1      |
| 2000/01 | AC Parma         | Włochy   | Serie A   | 19    | 3      |
| 2001/02 | AC Parma         | Włochy   | Serie A   | 28    | 0      |
| 2002/03 | AC Parma         | Włochy   | Serie A   | 27    | 0      |
| 2003/04 | AC Parma         | Włochy   | Serie A   | 14    | 0      |
| 2003/04 | AC Siena         | Włochy   | Serie A   | 12    | 0      |
| 2004    | São Paulo FC     | Brazylia | Série A   | 13    | 1      |
| 2005    | São Paulo FC     | Brazylia | Série A   | 28    | 1      |
| 2006    | São Paulo FC     | Brazylia | Série A   | 25    | 2      |
| 2007    | São Paulo FC     | Brazylia | Série A   | 16    | 0      |
| 2008    | São Paulo FC     | Brazylia | Série A   | 7     | 0      |
| 2009    | Atlético Mineiro | Brazylia | Série A   | 19    | 3      |
| 2010    | Atlético Mineiro | Brazylia | Série A   | 6     | 0      |
| 2010    | Goiás EC         | Brazylia | Série A   | 16    | 1      |

## Kariera reprezentacyjna
W reprezentacji Brazylii Júnior zadebiutował 18 grudnia 1996 roku w wygranym 1:0 meczu z Bośnią i Hercegowiną. W 2001 roku wziął udział w Copa América 2001, ale z Brazylią odpadł jeszcze w ćwierćfinale po porażce 0:2 z Hondurasem.
W 2002 roku Júnior został powołany przez Luiza Felipe Scolariego do kadry na Mistrzostwa Świata 2002. Tam wystąpił w grupowym meczu z Kostaryką (5:2), w którym zdobył gola, a także w 1/8 finału z Belgią (2:0). Natomiast finał z Niemcami (2:0), po którym Brazylia została mistrzem świata, przesiedział na ławce rezerwowych.
Reprezentacyjną karierę Júnior zakończył w 2004 roku w eliminacjach do Mistrzostw Świata w Niemczech. W kadrze rozegrał łącznie 22 mecze i zdobył 1 bramkę.